# 松平康乂
松平 康乂（まつだいら やすはる）は、江戸時代中期から後期にかけての大名。美作津山藩6代藩主。官位は従四位下・越後守。

## 生涯
5代藩主・松平康哉の次男として誕生。寛政6年（1794年)、父の死去により跡を継ぐ。
同年、浮世絵師の北尾政美（鍬形紹真、鍬形蕙斎）を藩のお抱えとして登用した。一介の町絵師であった北尾の正式採用は異例であったが、北尾は老中松平定信と親交が深く、また定信は康哉とも親交が深かった、という縁も指摘される。またこれは、ただ芸術家を保護したのではなく、北尾が得意とした「(それまでの平面的な地図・絵図ではなく）俯瞰構図と遠近法を駆使して景色を描く」という技術を藩政および軍事に応用しようとしたものである、とする説がある。
藩政においては、領内に観農所を設置している。文化2年（1805年）7月13日、20歳で死去し、跡を弟斉孝が継いだ。

## 系譜
- 父：松平康哉（1752-1794）
- 母：柴田久悦娘
- 正室：藤堂高嶷娘
- 養子
  - 男子：斉孝（1788-1838） - 松平康哉の三男